# 瓊斯角
64°39′S 62°18′W / 64.650°S 62.300°W
瓊斯角是南極洲的海岬，位於葛拉漢地的丹科海岸，處於佩爾森納島以西4公里和安納岬東南面11公里，由比利時探險隊繪入地圖，現時由南極條約體系管理。